# Incomparable (album)
Pour le diamant, voir Incomparable.
Albums de Faith Evans
R&B Divas
(2012) The King & I
(2017)
Singles
1. I Deserve It
Sortie : 25 juin 2014
2. Fragile
Sortie : 23 novembre 2014
3. Make Love
Sortie : 9 juin 2015
4. Good Time
Sortie : 31 août 2015

Incomparable est le septième album studio de Faith Evans, sorti en 2014.
L'album s'est classé 17e au Top Independent Albums et 27e au Top R&B/Hip-Hop Albums.

## Liste des titres
| No  | Titre | Auteur | Contient un (des) sample(s) de                             | Durée |
| --- | --- | --- | ---------------------------------------------------------- | ----- |
| 1.  | Prelude/Thank You Good Night (Produit par Faith Evans, G'harah « PK » Degeddingseze, Steve Russell Harts et Jimmy Rodgers) | Faith Evans, G'harah « PK » Degeddingseze, Steve Russell Harts, Jimmy Rodgers, Shanell Irving, Lakeisha Renee Lewis, Tonyatta Martinez            |                                                            | 4:42  |
| 2.  | Extraordinary (Produit par Mike City et Faith Evans)                                                                       | Faith Evans, Michael Flowers, Toni Coleman, Achaia Dixon, Camille Hooper, Jaila Simms, Ben Briggs III                                             |                                                            | 3:28  |
| 3.  | I Deserve It] (featuring Missy Elliott et Sharaya J – Produit par Chucky Thompson, Andre « AJ » Johnson et Faith Evans)    | Faith Evans, Carl Thompson, Andre Johnson, Chyna Griffin, Toni Coleman, Achaia Dixon, Melissa Elliott, Sharaya Howell, Nina Simone, Weldon Irvine |                                                            | 3:40  |
| 4.  | Really Wanna Do (Produit par Ben Briggs III, Faith Evans, Jeffrey « Jazz » Brown)                                          | Faith Evans, Ben Briggs III, Toni Coleman, Jaila Simms, Jeffrey Brown, Raven Chambers                                                             | All Night Long des Mary Jane Girls When Boys Talk d'Indeep | 3:39  |
| 5.  | Take Your Time (Interlude) (Produit par Lamar « Mars » Edwards et Faith Evans)                                             | Faith Evans, Lamar Edwards, Akelee Nefertiti Relliford, Ben Briggs III                                                                            |                                                            | 2:37  |
| 6.  | Fragile (Produit par Chucky Thompson et Faith Evans)                                                                       | Faith Evans, Carl Thompson, Toni Coleman, Achaia Dixon, Jaila Simms, Ben Briggs III, John Phillips, Michelle Phillips                             | California Dreamin' des Mamas & the Papas                  | 3:43  |
| 7.  | Incomparable (Produit par Brian Alexander Morgan et Faith Evans)                                                           | Faith Evans, Brian Alexander Morgan, Jaila Simms, Ben Briggs III, Toni Coleman, Hubert Eaves III, James Williams                                  | You're the One for Me de D. Train                          | 3:51  |
| 8.  | Ride the Beat (Interlude) (Produit par Chucky Thompson et Faith Evans)                                                     | Faith Evans, Carl Thompson, Toni Coleman, Jaila Simms, Ben Briggs III                                                                             |                                                            | 2:40  |
| 9.  | Make Love (featuring Keke Wyatt – Produit par Lamar « Mars » Edwards, The Futuristiks et Faith Evans)                      | Faith Evans, Lamar Edwards, Michael Ray Cox, Jr., John Wesley Groover, Ketara Wyatt, Toni Coleman, Corey Marks                                    |                                                            | 6:47  |
| 10. | Good Time (featuring Problem – Produit par Lamar « Mars » Edwards et Faith Evans)                                          | Faith Evans, Lamar Edwards, Toni Coleman, Jaila Simms, Ben Briggs III, Achaia Dixon, Jason Martin                                                 | Do It ('Til You're Satisfied) du B.T. Express              | 4:34  |
| 11. | Forever (Produit par Ben Briggs III, Faith Evans et Jaila Simms)                                                           | Faith Evans, Ben Briggs III, Rufus Moore, Sydney-Michelle Harvey, Jaila Simms, Jeffrey Brown, Raven Chambers                                      |                                                            | 4:09  |
| 12. | Ever Go Away (Interlude) (Produit par Chucky Thompson et Faith Evans)                                                      | Carl Thompson, Faith Evans |                                                            | 2:03  |
| 13. | He Is (Produit par Darren Henson et Keith Pelzer)                                                                          | Jazmine Sullivan, Darren Henson, Keith Pelzer |                                                            | 4:28  |
| 14. | Paradise (featuring B. Slade et Karen Clark-Sheard – Produit par Mike City et Faith Evans)                                 | Faith Evans, Michael Flowers, Ben Briggs III, Jaila Simms, Andrea Latrelle Simmons, Anthony Williams                                              |                                                            | 3:42  |
| 15. | Thank You's (Outro) (Produit par Ben Briggs III et Faith Evans)                                                            | Faith Evans, Ben Briggs III, Toni Coleman, Jaila Simms, Jeffrey Brown, Raven Chambers, Joe Wilson                                                 |                                                            | 5:41  |
| 16. | Maybe (Produit par Ben Briggs III et Faith Evans)                                                                          | Faith Evans, Chyna Griffin, Ben Briggs III |                                                            | 3:39  |